# (3707) Schröter
(3707) Schröter ist ein Asteroid des Hauptgürtels, der am 5. Februar 1934 vom deutschen Astronomen Karl Wilhelm Reinmuth an der Landessternwarte Heidelberg-Königstuhl (IAU-Code 024) entdeckt wurde.
Benannt wurde der Asteroid anlässlich seines Eintritts in den Ruhestand nach dem deutschen Solarastronomen und Direktor des Freiburger Kiepenheuer-Instituts für Sonnenphysik Egon Horst Schröter (1928–2002).